# Dasein

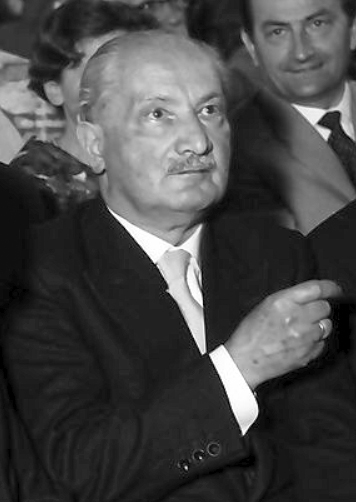
Fotografía de Martin Heidegger en 1960

Dasein [ˈd̥ɑːza͡ɪ̯n] es un término que en alemán combina las palabras «ser» (sein) y «ahí» (da), significando «existencia» (por ejemplo, en la frase Ich bin mit meinem Dasein zufrieden («Estoy contento con mi existencia»)).
El sentido literal de la palabra Da-sein es 'ser-ahí'. Que más bien sería el estar haciendo algo ahí, como expresa el uso del gerundio en latín. La noción de dasein fue usada por varios filósofos alemanes, como Hegel o Jaspers, pero sobre todo por  Martin Heidegger para indicar el ámbito en que se produce la apertura de la persona hacia el Ser. Inicialmente, el término había sido identificado con la existencia de la persona, pero el propio Heidegger, en su Carta sobre el Humanismo de 1947, rechaza esta interpretación. De forma más precisa, podemos decir que Dasein alude a la persona como único ente que vive fuera de sí, abierto constantemente al Ser y a sufrir una revelación de Él.
Julián Marías, por su parte, realizó «una novedosa y útil labor filológica para traducir bien a Heidegger. A “este ente que somos nosotros” lo llama Heidegger Dasein. "Esta palabra es un infinitivo sustantivado del verbo dasein, existir. Normalmente se traduce por ‘existencia’; pero como Heidegger usa la palabra latina Existenz, en otro sentido, hasta el punto de que dice Das ‘Wesen’ des Daseins liegt in seiner Existenz, creo que es mejor traducir Dasein por “existir”, esto es, el existir (infinitivo sustantivado igualmente posible en español), y reservar ‘existencia’ para el término Existenz; así se traduciría la frase citada: La ‘esencia’ del existir consiste en su existencia”».
El término expresa el hecho de que la existencia no se define solo como rebasamiento que trasciende la realidad dada en dirección de la posibilidad, sino que este sobrepasamiento es siempre sobrepasamiento de algo, está siempre situado, está aquí. Existencia, Dasein, ser-en-el-mundo, son sinónimos. Los tres conceptos indican el hecho de que la persona está «situada» de manera dinámica, es decir, en el modo del poder ser. En la acción de estar haciendo algo, la experiencia se vuelve transitiva, lo cual nos coloca en situaciones que al estar experimentando eso lo hacemos en directo y sin elucubraciones intelectuales —a menos que la misma experiencia sea cognitiva—.
Ejemplo, la diferencia entre 'ser aprendiz de karate' y 'ser karateka'. El karateka al aprender sus katas o golpes, piensa, siente y se mueve para practicar; pero en la medida que penetra en la esencia del kata lo hace de una manera absorta, al estar in situ, esto es, en alguna pelea sus movimientos son directos e intuitivos y deja que el cuerpo se maneje por sí solo. Esto es Dasein, que se vuelve activo al situar a la persona haciendo algo.
Algunos han argumentado a favor de un origen del Dasein en la filosofía china y en la filosofía japonesa: según Tomonobu Imamichi, el concepto de Dasein de Heidegger se inspiró, aunque Heidegger guardó silencio al respecto, en el concepto de das-in-der-Welt-sein de Okakura Kakuzo. (estar en el mundo) expresado en El libro del té para describir la filosofía taoísta de Zhuangzi, que el maestro de Imamichi había ofrecido a Heidegger en 1919, después de haber seguido lecciones con él el año anterior. También se encuentran conceptos paralelos en la filosofía india  y en las filosofías nativas americanas.
El término Dasein es usado para identificar categóricamente la relación entre el ser humano y cualquier acción enfocada hacia el alcance de un propósito; entonces, el propósito es conocido, razonable y procesado intelectualmente, pero la acción no goza de las mismas condiciones, porque de alguna manera es una acción preconsciente, no procesada, no cuestionada; sencillamente concurre, se hace; y eso es Dasein.
Este término también indica el grado de entrega del ser humano en relación con el mundo. Los seres humanos nos entregamos, en la condición de participantes, a favor de la rutina, el trabajo, las costumbres —entre otras instancias similares—, pero cada acción que realiza es una muestra de entrega y de continua relación con la creación; aunque no esté tan claro, como se mencionó anteriormente, cuáles son los vehículos que proporcionan el impulso de dichas acciones.